# Andricus caputmedusae
Andricus caputmedusae (Hartig, 1843), è un insetto imenottero appartenente alla famiglia Cynipidae, diffuso in Europa.
Viene comunemente chiamato cinipide della quercia ed è facilmente riconoscibile se si osserva la galla che è a forma di riccio.

## Descrizione
Le singole galle possono raggiungere i 6 cm di diametro e sono mono-camerali. Le galle giovani sono rosa brillante e appiccicose, quelle mature diventano marroni e appiccicose. La larva si sviluppa all'interno della galla che permane sull'albero per più anni.

## Biologia
Sono note generazioni asessuate e sessuali alternate. I dati molecolari suggeriscono che la generazione sessuale di questa specie si sviluppa in galle criptiche (Stone et al. 2008). Le spine in via di sviluppo delle giovani galle asessuate diventano visibili da maggio a giugno. Alcune galle cadono in autunno e maturano sul terreno. Il resto rimane sull'albero e le vecchie galle diventano scure. Alcuni adulti emergono tra la fine di settembre e l'inizio di ottobre, mentre altri emergono tra febbraio e marzo.